# Colegio Nuestra Señora del Rosario (Porto Alegre)
El Colegio Marista Rosário es una tradicional institución educativa de gestión privada ubicada en la ciudad de Porto Alegre, Brasil. Fue la cuna de la Pontificia Universidad Católica de Río Grande del Sur (PUCRS). Actualmente posee más de 3,100 estudiantes y 460 profesores.
La institución fue fundada en 1904 por los hermanos Géraud Dethoôr y Ambrosi Michel tomaron la dirección de la escuela que funcionaba en las salas de la iglesia parroquial de Nuestra Señora del Rosario ubicada en el centro de Porto Alegre. En 1927 se inauguró el local actual en la Avenida Independencia, en el barrio homónimo, junto a la Plaza Dom Sebastião. El edificio forma parte del patrimonio histórico y arquitectónico de la ciudad. En 1931 se creó el "Curso Superior de Administración y Finanzas" que fue el marco inicial de la futura PUCRS.